# Dumadri, Jevargi
Dumadri là một làng thuộc tehsil Jevargi, huyện Gulbarga, bang Karnataka, Ấn Độ.